# Most Śląsko-Dąbrowski
Die Most Śląsko-Dąbrowski ist eine Brücke in Warschau, die als Teil der Ost-West-Trasse 1947 bis 1949 auf den Pfeilern der 1859 bis 1864 errichteten und 1944 gesprengten Most Kierbedzia gebaut wurde.
In den ersten Nachkriegsjahren wurde in Warschau eine Ost-West-Trasse errichtet, die mit einem Tunnel unter der Altstadt die ganze Stadt durchquert. Es wurde beschlossen, die alte, schmale Most Kierbedzia durch eine moderne, breite Brücke zu ersetzen. Dazu wurden die damals schon etwa 90 Jahre alten Pfeiler der 1944 gesprengten Brücke verwendet.
Die neue Brücke wurde als ein Durchlaufträger mit 6 Jochen entworfen. Die Konstruktion wurde in den Werken des Oberschlesischen Industriegebiets Zagłębie Dąbrowskie (Dombrowaer Kohlebecken) hergestellt, darum wurde die Brücke „Most Śląsko-Dąbrowski“ benannt. Die Fahrbahn der Brücke ist 14,70 m breit, 527 m lang, die Fußgängerstreifen sind je 3 m breit. In der Mitte befindet sich ein Streifen mit Straßenbahnschienen, der seit 2009 auch dem Busverkehr dient. Im Zeitraum vom 1. Juni 1992 bis zum 18. Juli 1993 wurde die Brücke generalüberholt. Im November 2010 wurde eine dekorative Beleuchtung der Konstruktion mit 192 mehrfarbigen Leuchtdiodenlampen installiert.

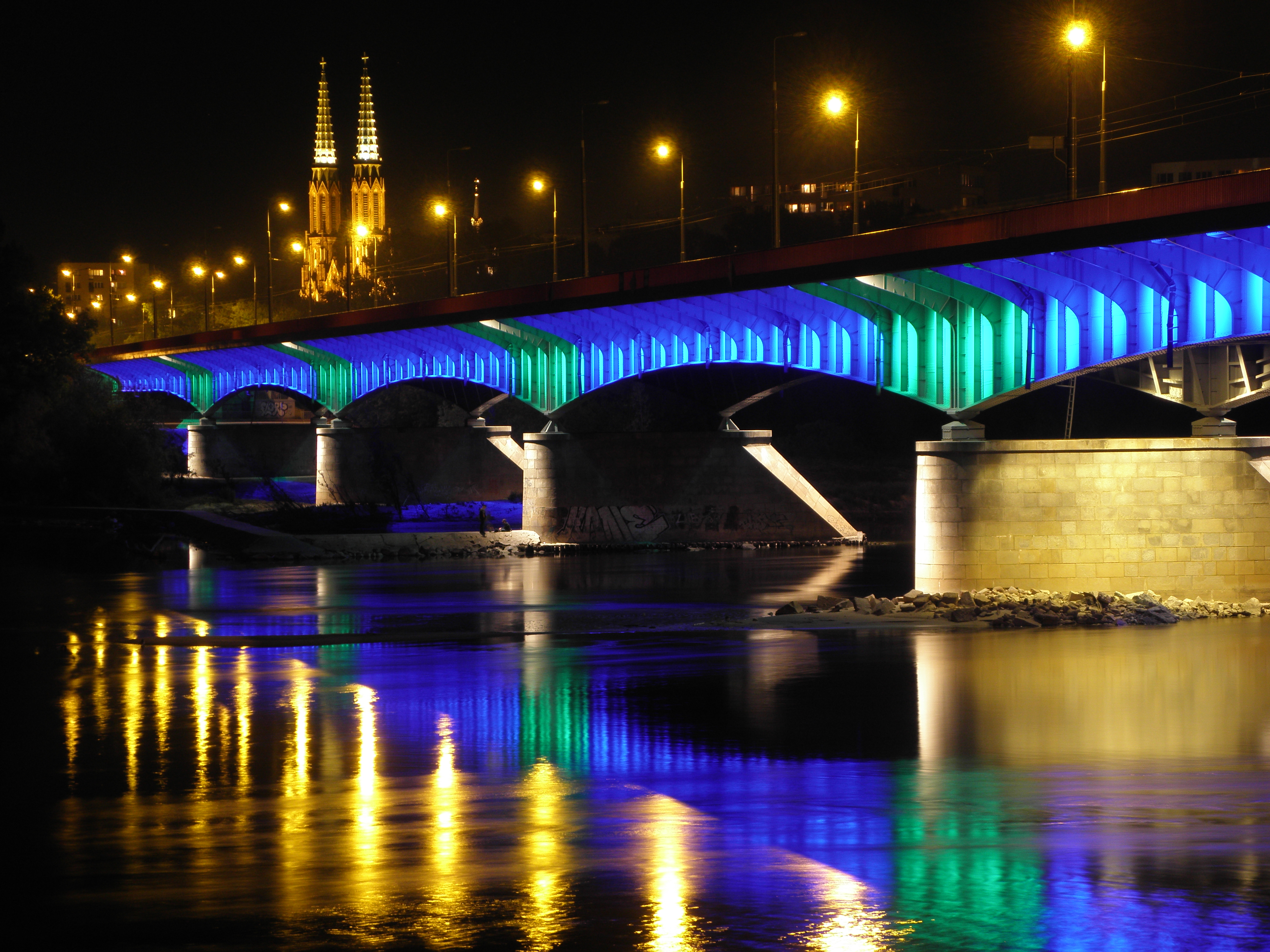
Most Śląsko-Dąbrowski in der Nacht
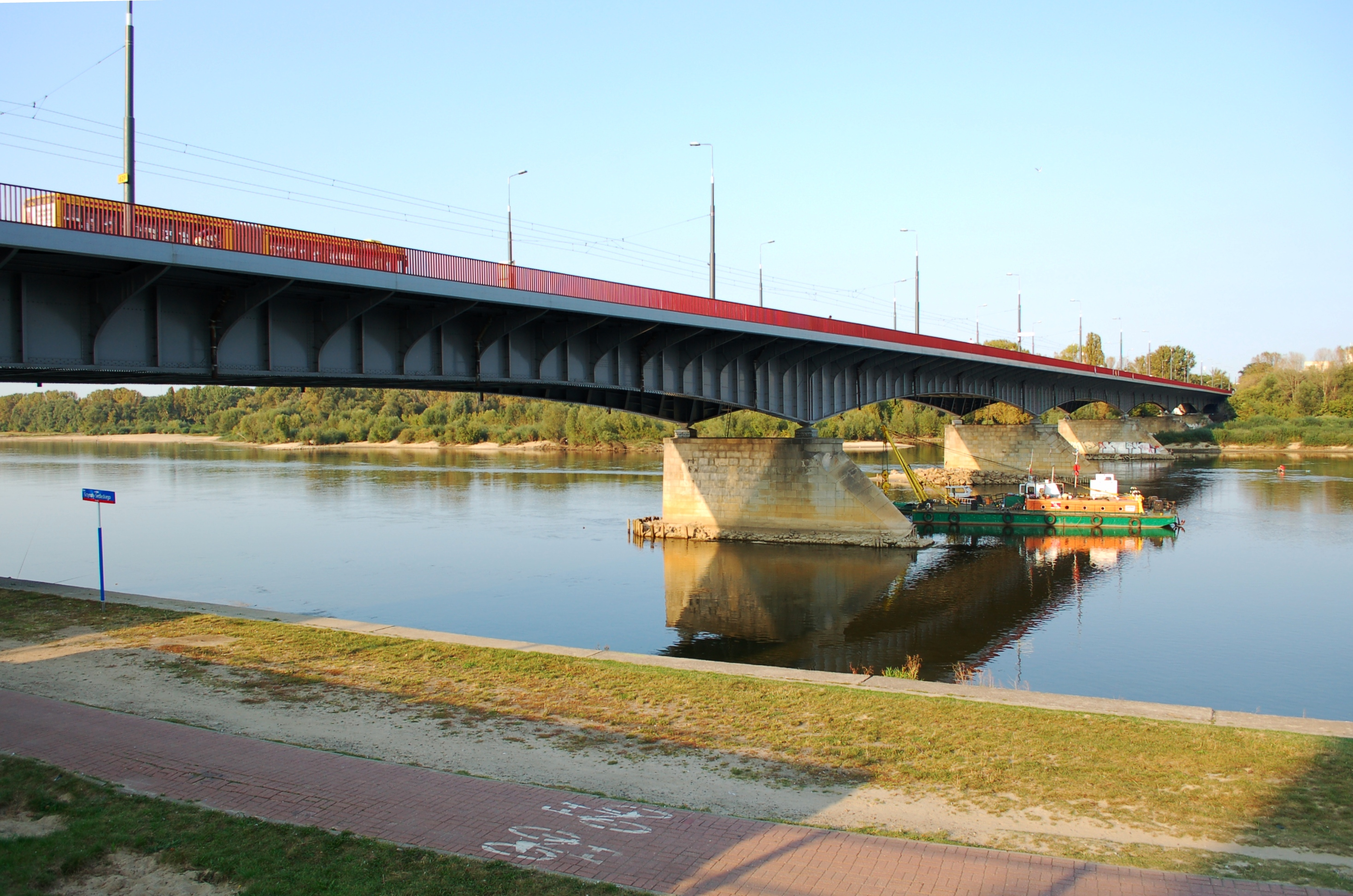
Blick vom Westufer